# These Are the Days of Our Lives
A These Are the Days of Our Lives a nyolcadik dal a brit Queen rockegyüttes 1991-es Innuendo albumáról. Bár eredetileg Queen-szerzeménynek jelölték, az ötlete Roger Taylor dobostól származott.
A dal lassú ballada, C-dúrban szólal meg, és a konga hangja adja az alapját, amelyen David Richards producer játszott. Brian May szerint a legelőször eljátszott gitárszólót hagyták benne, holott a legtöbbször csak a többedik próbálkozásra sikerült elérniük a megfelelő hangzást: „Ez volt az első felvétel, és Roger azt mondta, »Hát…« Én meg azt mondtam, »Csak hagyd benne, és hagyd, hogy kialakuljon a hatása. Hátha megkedveled.« Volt egy megérzésem vele kapcsolatban. Nagyon tetszik. Csinálhattunk volna egy szárazabb, tisztább hangzású szólót is, ami drámaiabban hangzott volna, de azt nem akartam.”
A dalszöveg nosztalgiával tekint vissza az elmúlt időkre, és sokak számára Freddie Mercury halála után kapott nagyobb jelentőséget. Phil Sutcliffe szerint: „Bizonyos szempontból ez a merengő, sóvárgó ballada egy mézédes, szentimentális dalocska, amely meglehetősen sekélyes, céltalan, és nem is tipikus Queen szám. Ám az adott körülmények között úgy kell tekinteni a dalra, hogy az nem más, mint egy maradandó tiszteletadás egy olyan embernek, aki egész életét az előadóművészetnek szentelte.”
Kislemezen is megjelent, 1991. szeptember 5-én Amerikában, de ott nem keltett feltűnést, majd 1991. december 9-én Angliában dupla A oldalas formában, a „Bohemian Rhapsody”-val a másik oldalon. Az első helyet érte el Angliában, bár a húzódal a „Bohemian Rhapsody” volt. A kritikusok vegyesen írtak róla. A Los Angeles Times szerint a „vonzereje a lazaságába rejlik.” Greg Prato az AllMusic oldalán azt írta: „a dalszövegek zajosan önéletrajzi jellegűek Mercury nézőpontjából. Elég csak az elmélkedő »These Are The Days Of Our Lives«, vagy a bátor »The Show Must Go On« című dalokat említeni.” A Q szerint „folytatják szokásukat, a rég elmúlt, lármás fiatalkorról énekelnek, szembeállítva a jelennel, rámutatva, hogy milyen rendkívüli dolog Queennek lenni,” a The Times pedig azt írta: „szégyentelenül érzelgős hálaének az elmúlt ifjúsághoz.” 1992-ben BRIT-díjat kapott a „legjobb brit kislemez” kategóriában.
A dalhoz forgatott klip volt az utolsó, amelyben az akkor már nagyon beteg Mercury szerepelt. A klipet 1991. május 30-án forgatták a Disney stúdió munkatársaival (a Disney volt az együttes amerikai kiadójának, a Hollywood Records-nak a tulajdonosa). May nem tudott jelen lenni a forgatáson, ezért az ő jeleneteit utólag vágták össze a többi tag jeleneteivel. A klipet fekete-fehérben forgatták, főleg azért, hogy elrejtsék Mercury bőrbetegségét, amelyet az AIDS okozott. A klipnek készült egy másik változata is, ami több kimaradt jelenetet is tartalmaz.
Az 1992-es Freddie Mercury emlékkoncerten Lisa Stansfield és George Michael énekelték el. A Queen + Paul Rodgers turnékon rendszeresen előadták, Taylor énekelte.

## Közreműködők
- Ének: Freddie Mercury
- Háttévokál: Freddie Mercury

Hangszerek:
- Roger Taylor: Ludwig dobfelszerelés
- John Deacon: Fender Precision Bass
- Brian May: Red Special
- Queen: szintetizátor
- David Richards: konga, szintetizátor

## Kiadás és helyezések
7" kislemez (Parlophone QUEEN 20, Anglia) / CD (Parlophone CD QUEEN 20, Anglia)
1. Bohemian Rhapsody
2. These Are the Days of Our Lives

7" kislemez bakelit, CD, kazetta (Hollywood HR64868–4, Amerika)
1. These Are the Days of Our Lives
2. Bijou

| Év   | Lista                 | Helyezés | Eladási minősítések |
| ---- | --------------------- | -------- | ------------------- |
| 1991 | Brit kislemezlista    | 1        | platina             |
| 1991 | Francia kislemezlista | 23       |                     |
| 1991 | Ír slágerlista        | 1        |                     |